# Устроне-Морське
Устроне-Морське (пол. Ustronie Morskie, нім. Henkenhagen) — село в Польщі, у гміні Устроне-Морське Колобжезького повіту Західнопоморського воєводства.
Населення — 2417 осіб (2011).

## Демографія
Демографічна структура станом на 31 березня 2011 року:
|          | Загалом | Допрацездатний вік | Працездатний вік | Постпрацездатний вік |
| -------- | ------- | ------------------ | ---------------- | -------------------- |
| Чоловіки | 1138    | 209                | 848              | 81                   |
| Жінки    | 1279    | 249                | 796              | 234                  |
| Разом    | 2417    | 458                | 1644             | 315                  |